# Os Músicos de Bremen

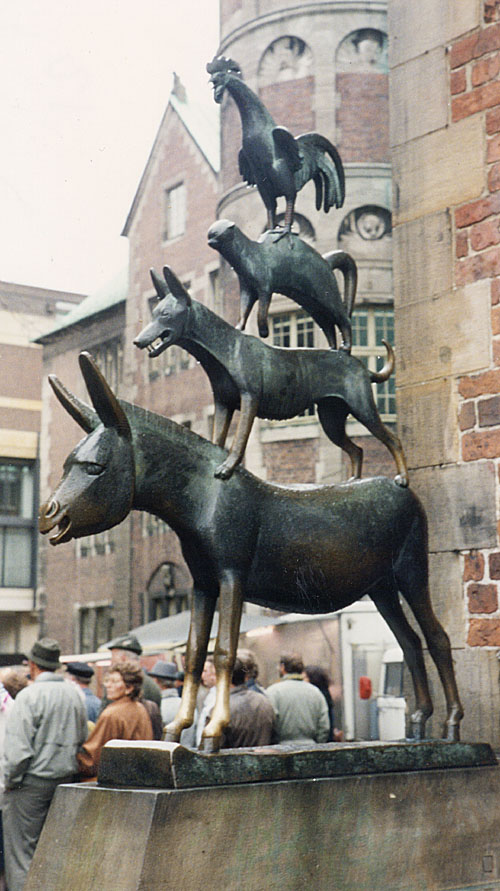
Os Músicos de Bremen, escultura de Gerhard Marcks (1953), em Bremen.

Os Músicos de Bremen (em alemão: Die Bremer Stadtmusikanten) é uma fábula recolhida da tradição popular, editada e publicada, pelos Irmãos Grimm, na famosa coletânea de contos  que ficaria conhecida como  Grimms Märchen (em português, Contos de Grimm), lançada em 1812 (volume 1) e 1815 (volume 2). Mas somente na segunda edição dos dois volumes, feita em 1819, é que "Os Músicos de Bremen" seria publicada pela primeira vez, passando a ser o 27.º conto da coletânea. 
Trata-se da história de quatro animais domésticos que, depois de uma vida inteira de trabalho, são maltratados por seus donos. Afinal, decidem fugir para a cidade de Bremen e lá se tornarem músicos. Contrariamente ao que o título do conto faz supor, os personagens nunca chegam a Bremen, pois, durante o percurso, conseguem assustar e afugentar um bando de ladrões, apossando-se do produto dos seus roubos e instalando-se definitivamente  na cabana  antes ocupada pelos malfeitores.

## História
A história se passa em um vilarejo onde vivem quatro animais domésticos: um burro, um cão, um gato e um galo. Já velhos e considerados inúteis para o trabalho, todos eram maltratados pelos seus donos e estavam mesmo a ponto de ser sacrificados. Decidem então abandonar seus amos e seguir para a cidade Bremen, com a intenção de conquistar a  sua liberdade e se tornarem músicos profissionais.
No caminho para Bremen, anoitece e os animais avistam uma casa com as luzes acesas. Espreitam pela janela e, lá dentro, veem ladrões desfrutando do produto de seu roubo. Inocentemente, não percebem que se trata de ladrões e, apoiados nas costas uns dos outros, decidem cantar, na esperança de serem alimentados. A sua 'música' tem um efeito inesperado: os homens fogem, não sabendo a origem de tão estranho som. Os animais tomam posse da casa, comem uma boa refeição e dormem.
Durante a madrugada, os ladrões regressam, e um deles entra na casa para investigar o que se passa. Ao ver os olhos do gato brilhando no escuro, imagina que sejam brasas e inclina-se para acender sua vela. Numa rápida sucessão de acontecimentos, o gato arranha-lhe a cara, o burro dá-lhe um coice, o cão morde-lhe as pernas, e o galo afugenta-o porta fora, a bicadas e cacarejando. O homem, assustado,  reúne-se com seus comparsas e conta-lhes que foi atacado por monstros: uma bruxa horrível, que o arranhou com as suas enormes unhas (o gato), um fantasma gigante, que lhe deu uma paulada (o burro), um ogro diabólico, que o esfaqueou e arranhou suas pernas (o cão) e, o pior de tudo, - um juiz lhe deu marteladas enquanto gritava "Prendam esse patife" (o galo).
Os ladrões abandonam a casa, aterrorizados.  Acreditaram que seria impossível voltar à cabana e recuperar o dinheiro que haviam escondido lá, já que o local era agora ocupado por um exército de assombrações monstruosas e impiedosas. Decidiram que seria melhor partir e nunca mais voltar àquele lugar. E foi o que fizeram, naquela mesma noite, e nunca mais ninguém os viu.
O burro, o cachorro, o gato e o galo sentiram-se tão bem-instalados naquela cabana que decidiram ficar por lá mesmo, desistindo de seguir até Bremen. Logo encontram a fortuna que os ladrões haviam escondido num buraco da parede e assim puderam viver uma vida confortável por muitos e muitos anos. Envelheceram felizes, com dignidade e companheirismo entre eles.

## Simbologia
Os personagens representam as classes sociais da época: enquanto os proprietários dos animais simbolizam os senhores feudais, proprietários de terras, os animais representam os trabalhadores submetidos ao regime de servidão, que predominou na Alemanha até o século XVIII. A escolha da cidade de Bremen como  lugar de conquista da liberdade, justifica-se: desde a Idade Média, Bremen, assim como 70 outras grandes cidades e mais de cem cidades menores, formavam a chamada Liga Hanseática, uma aliança de cidades mercantis alemãs que cresceram e prosperaram independentemente da  economia feudal circundante; por isso, acabaram também por conquistar uma relativa autonomia política com respeito à autoridade feudal rural. Lá não existia feudalismo, nem relação de vassalagem. 
Existe uma hipótese segundo a qual, na primeira versão da história, escrita pelo irmão mais novo, Wilhelm, os personagens eram quatro camponeses que se revoltavam contra  seus senhores e o regime de servidão a que estavam submetidos (lembrando que esse regime persistiu, na Alemanha, até o final do século XVIII). Talvez por autocensura, o irmão mais velho, Jacob, decidiu transformar a história numa fábula, convertendo os camponeses em animais.
A cidade de Bremen - aonde, segundo a fábula, o grupo nunca chegou - recorda "Os Músicos de Bremen" com um monumento de bronze, erigido em 1953, diante da Câmara Municipal.

## Outras mídias
- The Four Musicians of Bremen (1922), curta-metragem de animação dos estúdios "Laugh-O-Gram", produzido por Walt Disney, dirigido por Roy Oliver Disney e animado por Ub Iwerks.
- The Bremen Town Musicians (1935), curta dos estúdios ComiColor Cartoons, produzido por Ub Iwerks.
- The Four Musicians (1965), áudio-livro produzido pelos Estúdios Disney e lançado no ano seguinte no Brasil pela produtora Disquinho.
- Bremenskiye Muzykanty (1969), curta-metragem de animação do estúdio soviético Sojusmultfilm com roteiro de Vasiliy Livanov e Yury Entin, com músicas de Gennadiy Gladkov, letras de Yury Entin e direção de Elena Petrova.
- Po Sledam Bremenskikh Muzykantov (1971), curta-metragem de animação em sequência ao filme de 1969.
- I Musicanti (1976), peça infantil e disco adaptada pelos compositores italianos Sergio Bardotti e Luis Enríquez Bacalov, interpretada pelo grupo vocal Richi e Poveri ('Ricos e Pobres') para a gravadora Warner Music Italy.
- Os Saltimbancos (1977), peça infantil e disco com tradução e adaptação de Chico Buarque, gravado pelos discos Philips, dirigido por Antonio Pedro. Canções interpretadas por Marieta Severo (Gata), Miúcha (Galinha), Pedro Paulo Rangel (Cachorro) e Grande Otelo (Jumento), além de um coro infantil formado por Bebel Gilberto, Isabel Diegues, Silvia Buarque e Alexandra Marzo, entre outras crianças.
- Os 4 Músicos do Bairro do Limoeiro (1978), quadrinhos dos Estúdios Maurício de Souza.
- Os Saltimbancos Trapalhões (1981), um filme dos Trapalhões, dirigido por J. B. Tanko pra a RA Produções Cinematográficas.
- Bremenskiye Muzykanty (2001), longa-metragem inspirado no filme de animação de 1969, realizado pelo estúdio soviético Sojusmultfilm, com roteiro de Vasiliy Livanov e Yury Entin, com músicas de Gennadiy Gladkov, letras de Yury Entin e direção de Elena Petrova.
- Os Saltimbancos Trapalhões - O Musical (2014), peça teatral baseada no filme de 1981, produzida por Charles Möeller e Claudio Botelho,[4][5]
- Os 4 Músicos do Bairro do Limoeiro (2015), reedição dos quadrinhos dos Estúdios Maurício de Souza, também lançada em episódio de curta animado.
- Os Saltimbancos Trapalhões: Rumo a Hollywood (2016), sequência cinematográfica do filme de 1981 dirigido por João Daniel Tikhomiroff[4][6]
- Os Saltimbancos (2017), livro comemorativo dos 40 anos da peça, escrito por Chico Buarque, ilustrado por Ziraldo e editado por Maria Amélia Mello, para a editora Autêntica[7]

### Jogos eletrônicos
- A segunda fase de Super Tempo se passa em Bremen e o objetivo do jogador é encontrar e reunir os fantasmas dos quatro Músicos da Cidade mortos. chamados de "The Bremens", para performarem uma canção.

- Em The Legend of Zelda: Majora's Mask, há um músico que conta uma história de como ele fez parte de uma trupe musical liderado por animais. Ao ouvir essa história, o jogador recebe um item chamado de Máscara de Bremen, uma referência aos Músicos de Bremen.

- Em Agatha Knife, há um quiz dentro do jogo, onde uma pergunta é sobre os animais que fazem parte dos Músicos de Bremen, que permite que o jogador vá até o zoológico de graça.

- Em Super Robot Wars OG Saga: Endless Frontier, os quatro membros do Exército Orquestral se chamam Ezel, Katze, Henne e Kyon—os nomes em alemão para jumento, gato, galinha e a palavra grega para cachorro, respectivamente.

- Na DLC The Witcher 3: Wild Hunt - Blood and Wine, os Músicos de Bremen aparecem no desafio "Era Uma Vez".